# Giovanni Bignami

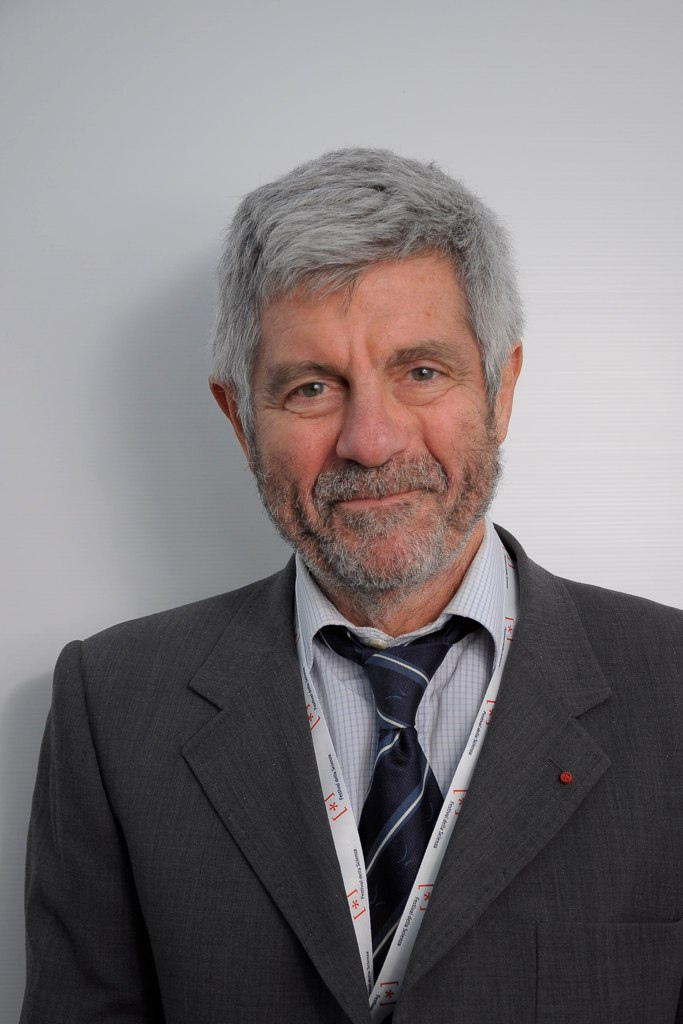
Giovanni Bignami

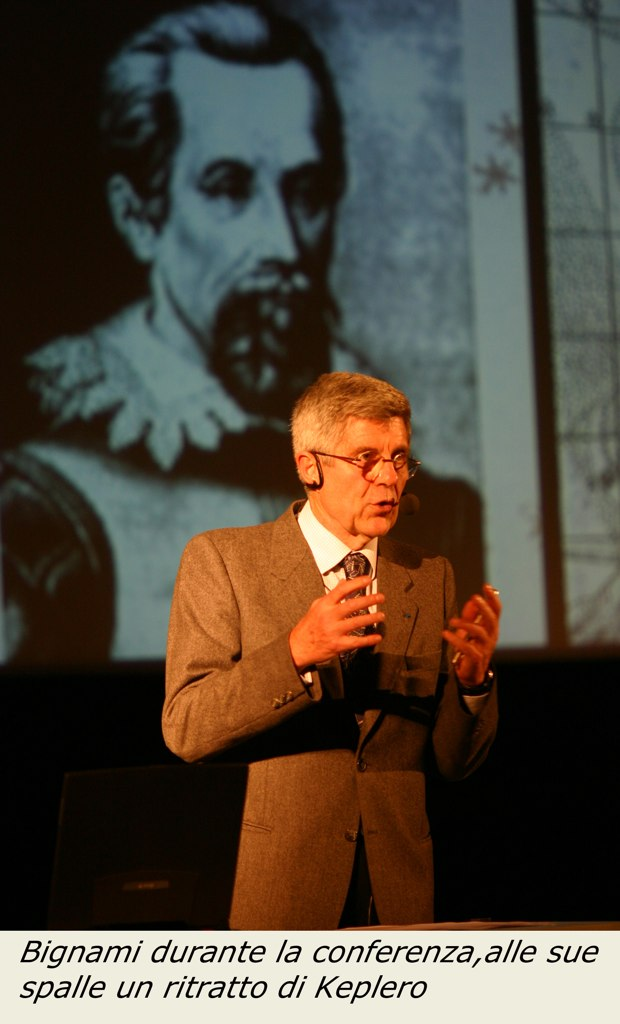
Giovanni Bignami, 2004

Giovanni „Nanni“ Fabrizio Bignami (* 10. April 1944 in Desio; † 24. Mai 2017 in Madrid) war ein italienischer Astrophysiker.
Bignami studierte Physik an der Universität Mailand mit dem Laurea-Abschluss 1968 bei Giuseppe Occhialini. Danach wandte er sich der Weltraumforschung mit Satelliten zu. Er war leitender Wissenschaftler (Principal Investigator) beim Röntgensatelliten XMM-Newton der ESA. Außerdem war er Professor für Astronomie und Astrophysik am Istituto Universitario di Studi Superiori (IUSS).
2004 bis 2007 war er Präsident des Space Science Advisory Committee (SSAC) der ESA und 2007 bis 2008 Vorstand der italienischen Raumfahrtagentur. 2011 bis 2015 war er als erster Italiener Präsident des Committee on Space Research (COSPAR). und 2011 bis 2015 Präsident des italienischen nationalen Instituts für Astrophysik (INAF, Istituto Nazionale di Astrofisica). Er war auch Sprecher des Square Kilometre Array, wesentlich am Cherenkov Telescope Array beteiligt und er war Direktor des Centre d’Etude Spatiale des Rayonnements in Toulouse.
Er befasste sich vor allem mit Röntgen- und Gammastrahlenastronomie. Er war beteiligt an den Missionen COS-B, SAS-2, XMM-Newton, Fermi Gamma-ray Space Telescope, INTEGRAL und AGILE. Von ihm stammen auch populärwissenschaftliche Bücher.
1993 erhielt er den Bruno-Rossi-Preis mit Jules Halpern. Er erhielt die Blaise-Pascal-Medaille, den Von Karman Award der International Academy of Astronautics, war Offizier der Ehrenlegion und des Ordre national du Mérite und Mitglied der Académie des sciences, der Accademia dei Lincei und der Academia Europaea (2005). 2015 wurde der Asteroid (6852) Nannibignami nach ihm benannt. Er war Ehrenprofessor der Lomonossow-Universität Moskau und ab 2016 auswärtiges Mitglied der Russischen Akademie der Wissenschaften.
Er war mit der Astrophysikerin Patrizia A. Caravero (* 1954) verheiratet. Sie war wie Bignami an der Identifikation der Gammastrahlen- und Röntgenquelle Geminga (ein naher Neutronenstern und Pulsar ohne beobachtete Radioemission) beteiligt.

## Schriften
- La storia nello spazio, Mailand: Mursia, 2001
- L'esplorazione dello spazio. Alla scoperta del sistema solare, Bologna:  Il Mulino, 2006
- We are the Martians, Springer 2012
- Imminent Science, Springer 2014
- The Mystery of the seven spheres, Springer 2015
- mit Andrea Sommariva: The future of human space exploration, Macmillan 2016